# Ceratobracon orbicularis
Ceratobracon orbicularis är en stekelart som först beskrevs av Niezabitowski 1910.  Ceratobracon orbicularis ingår i släktet Ceratobracon och familjen bracksteklar. Inga underarter finns listade i Catalogue of Life.